# انحنای ریچی
در هندسه دیفرانسیل، تنسور خمش ریچی،  انحنای ریچی  که برگرفته از نام گرگریو ریچی کورباسترو  می‌باشد، مقدار انحراف حجم یک گوی ژئودزیک در یک خمینه ریمانی از حجم گوی استاندارد در فضای اقلیدسی را نمایش می‌دهد. بدین ترتیب این تنسور راهی برای اندازه‌گیری میزان تفاوت میان هندسه مشخص شده توسط متریک ریمانی با  هندسه اقلیدسی معمولی n-بعدی، فراهم می آورد. تنسور ریچی بر روی هر خمینه شبه ریمانی به صورت اثری از تنسور خمش ریمان تعریف می‌شود. همانند خود متریک، تنسور ریچی نیز یک شکل متقارن دوخطی در فضای مماس خمینه است (Besse 1987, p. 43).
در نظریه نسبیت، تنسور ریچی بخشی از خمش فضازمان است که میزان تمایل ماده به واگرایی یا همگرایی در زمان را مشخص می‌کند( از طریق معادله ریچادوری). این خمش توسط معادلات میدان اینشتین به میزان کل ماده موجود در جهان مرتبط می‌گردد. اگر تنسور ریچی در معادله خلاء اینشتین صدق کند، خمینه یک خمینه اینشتین خواهد بود که بسیار مورد مطالعه قرار گرفته‌است((Besse 1987)). در این اتصال، معادله شار ریچی بر تحوّل یک متریک به متریک اینشتین حکمفرماست.

## تعریف
فرض کنید که {\displaystyle (M,g)} یک خمینه ریمانی n-بعدی باشد که مجهز به التصاق ِ لوی-چیویتای {\displaystyle \nabla } است. تنسور انحنای ریمان {\displaystyle M}، تنسور {\displaystyle (1,3)} است که توسط :{\displaystyle R(X,Y)Z=\nabla _{X}\nabla _{Y}Z-\nabla _{Y}\nabla _{X}Z-\nabla _{[X,Y]}Z} در میدان برداری {\displaystyle X,Y,Z} تعریف می‌شود. فرض کنید که {\displaystyle T_{p}M} نشان دهنده فضای تانژانت M در نقطه دلخواه p باشد. برای هر جفت {\displaystyle \xi ,\eta \in T_{p}M} از بردارهای تانژانت در p، تنسور ریچی {\displaystyle \mathrm {Ric} (\xi ,\eta )} در {\displaystyle (\xi ,\eta )}، به عنوان اثر نگاشت خطی {\displaystyle T_{p}M\to T_{p}M} که از  :{\displaystyle \zeta \mapsto R(\zeta ,\eta )\xi .} به دست می آید، تعریف می‌شود.
در مختصات محلی ( با استفاده از قرارداد جمع‌زنی اینشتین)، رابطه زیر برقرار است:
{\displaystyle \operatorname {Ric} =R_{ij}\,dx^{i}\otimes dx^{j}}
که در آن :{\displaystyle R_{ij}={R^{k}}_{ikj}.}
برحسب تنسور انحنای ریمان و نمادهای کریستوفل :
{\displaystyle R_{\alpha \beta }={R^{\rho }}_{\alpha \rho \beta }=\partial _{\rho }{\Gamma _{\beta \alpha }^{\rho }}-\partial _{\beta }\Gamma _{\rho \alpha }^{\rho }+\Gamma _{\rho \lambda }^{\rho }\Gamma _{\beta \alpha }^{\lambda }-\Gamma _{\beta \lambda }^{\rho }\Gamma _{\rho \alpha }^{\lambda }=2\Gamma _{\alpha [\beta ,\rho ]}^{\rho }+2\Gamma _{\lambda [\rho }^{\rho }\Gamma _{\beta ]\alpha }^{\lambda }.}

## یادداشتها
1. ↑  اینگونه پنداشته می‌شود که خمینه التصاق لِوی-چیویتای یکتای خود را دارد. تنسور ریچی برای یک التصاق ِ مُستَوی عمومی، نیازی نیست متقارن باشد.